# صالح بويصير
صالح مسعود بويصير كان سياسيًا وصحفيًا ومؤرخًا ليبيًا. شغل منصب وزير الخارجية من 8 سبتمبر 1969 إلى 16 أوكتوبر 1970. وُلِد في عائلة تعمل بالتجارة. ونما ليصبح لديه مهنة ناجحة في الصحافة والسياسة والعلوم. كان مدافعا عن القيم العربية واستقلال ليبيا عن إيطاليا. كان بويصير معارضًا قويًا للاحتلال الاستعماري الإيطالي لليبيا، ولاحقًا المملكة المتحدة وكذلك النظام الملكي الليبي. ونتيجة لذلك، أُجبر على الهجرة من ليبيا في مناسبتين منفصلتين. سمح الانقلاب الليبي عام 1969 وما تلاه من وصول معمر القذافي إلى السلطة في عام 1969 بالعودة من منفاه الذي دام 14 عامًا. أصبح أول وزير خارجية للجمهورية العربية الليبية وسعى لإزالة القواعد العسكرية الأجنبية في ليبيا. في عام 1972، حاول الترويج لأفكاره على المستوى العربي، ولكن في فبراير 1973، أسقط مقاتل إسرائيلي الطائرة التي كان يستقلها فوق شبه جزيرة سيناء.

## حياته

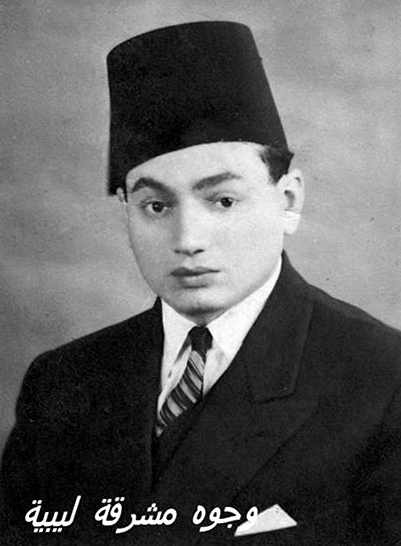
صالح بويصير قبل 1940.

ولد صالح بويصير عام 1925 في بنغازي لأب تاجر. كان يبلغ من العمر ست سنوات عندما ألقت السلطات الإيطالية في عام 1931 القبض على الشيخ عمر المختار، الذي قاد الكفاح المسلح من أجل استقلال ليبيا، وتم شنقه. كانت نتيجة ذلك طفرة عامة في القومية الليبية والمشاعر المعادية لإيطاليا في جميع أنحاء ليبيا. عندما تخرج بويصير من المدرسة الثانوية في بنغازي، رفض والده تعليمه في ليبيا وأرسله للدراسة في الخارج في مصر المستقلة بحكم الأمر الواقع.
في أواخر الثلاثينيات، وصل بويصير إلى القاهرة حيث التحق بجامعة الأزهر الشريف. في مملكة مصر، كان للبريطانيين حضور اقتصادي وحكومي كبير. في الوقت نفسه، كانت هناك حركة شعبية لتقليص النفوذ البريطاني واستعادة السيادة المصرية. ساهم ذلك في نمو القومية العربية. ومع ذلك، نظرًا لأن البريطانيين كانوا معارضين للإيطاليين، فإن الليبيين الذين درسوا في مصر، على عكس المصريين، اعتبرتهم حلفاء لهم. سرعان ما أصبح صالح بويصير أحد الشخصيات البارزة بين الطلاب الليبيين في الجامعة. انخرط في السياسة وشارك بنشاط في الاجتماعات التي تم فيها إدانة نظام إيطاليا الفاشي.
عندما اندلعت الحرب العالمية الثانية، أصبح الوضع في ليبيا أكثر تقلباً. بدأ بويصير، وهو صحفي ناشئ في القاهرة، بإلقاء الخطب عبر الإذاعة التي تم بثها إلى ليبيا الإيطالية. وندد بسياسات الإيطاليين الفاشيين ودعا الشعب لبدء «حرب مقدسة» ضد الإيطاليين. سرعان ما لاحظت الإدارة البريطانية في مصر بويصير، وفي عام 1943، عندما تم تحرير ليبيا من القوات الإيطالية-الألمانية، عاد إلى وطنه. هناك بدأ في نشر المعلومات السياسية وأهداف القوات المتحالفة. عمل في جريدة «بنغازي» الصادرة عن الحلفاء، ثم عام 1944 انتقل إلى جريدة «برقة الجديدة»، والتي باللغة العربية.
ومع ذلك، كان التعاون مع البريطانيين قصير الأمد، وسرعان ما بدأ بويصير في انتقاد الاحتلال البريطاني. بعد عام 1946، بدأت السيطرة البريطانية تتضاءل، واتخذت صحيفة ليبيا الجديدة موقفًا أكثر استقلالية. بدأوا يرددون الأفكار التي عبرت عنها الصحافة المصرية، وتحدثوا عن إدانة الحكم البريطاني، وكذلك من أجل حرية وسيادة ليبيا. في عام 1947، أسس بويصير وآخرون المجلة الشهرية «الفجر الليبي»، تحت شعار «الصراحة والحقيقة». بعد مغادرته جريدة الجديدة عام 1949، أصبحت المجلة محور تركيزه الرئيسي. لعبت المجلة دورًا رئيسيًا خلال الانتخابات المضطربة لأول برلمان برقة، حيث عارضوا بعض الممثلين الحكوميين وانتقدوا السلطات البريطانية.
في ديسمبر 1951، نالت البلاد استقلالها. وفي فبراير 1952، انتُخب الصحفي الشهير صالح بويصير عضوًا في مجلس النواب في برلمان المملكة الليبية عن منطقة برقة. وسرعان ما انتخب نائبًا لرئيس مجلس النواب، وأصبح أحد قادة مجموعة القوميين التقدميين. وفي نفس الوقت، بدأ بويصير في إصدار جريدة الدفاع الأسبوعية. ومع ذلك، أوقفت ظروف ذلك الوقت مؤقتًا حياته السياسية. اندلعت فضيحة من الشكوك حول تزوير انتخابات عام 1952. تم حظر جميع الأحزاب السياسية في المملكة، وعزز الملك سلطته، واكتسب القدرة على الاعتراض على البرلمان أو تعليقه إذا دعت الحاجة إلى ذلك.
فيما يتعلق بالسياسة الخارجية، ركز الملك إدريس على تطوير علاقات أعمق مع بريطانيا العظمى التي اعتبرها حليفته. كما عزز التعاون مع الولايات المتحدة. بقيت ليبيا، التي لم يكن لديها عائدات نفطية بعد، دولة فقيرة نسبيًا، وظلت الضرائب أكبر مصدر للدخل القومي. على الرغم من آراء الملك، ظل بويصير مخلصًا لقناعاته القومية. أثناء كتابته للدفاع، انتقد الاتفاق الأنجلو ليبي المتعلق بإنشاء قواعد عسكرية في ليبيا وعارض مستشاري الملك المقربين.
تغيرت حياة بويصير بشكل كبير في عام 1954، عندما أغلقت السلطات جريدة الدفاع. في سبتمبر 1954، وقعت السلطات الليبية اتفاقية لتمديد عقد إيجار قاعدة ويلوس الجوية التابعة للقوات الجوية الأمريكية حتى عام 1970 مقابل إعانات سنوية تصل إلى 50 مليون دولار. في 5 أكتوبر، قتل شقيق الملكة شريف بن سيد محيد الدين السنوسي إبراهيم الشالحي، الذي كان منذ عام 1916 مستشارًا لإدريس. فرضت حالة الطوارئ، مما عقد وضع المعارضة الضعيفة بالفعل.
في عام 1955، قام صالح بويصير بخطوة محفوفة بالمخاطر. نيابة عن الملكة فاطمة، أرسل رسالة إلى الملكة إليزابيث الثانية ملكة المملكة المتحدة، طالبًا منها إقناع إدريس الأول باستخدام حق النقض ضد إعدام شقيق الملكة فاطمة البالغ من العمر 19 عامًا، والذي قتل الشالحي. لم تلفت هذه المناورة انتباه الملك. ذكرت فاطمة فيما بعد أنها لا تعرف شيئًا عن الرسالة. من غير الواضح ما إذا كانت الرسالة الموجهة إلى ملكة إنجلترا كانت بمبادرة من بويصير نفسه، أو ما إذا كان قد تأثر بمحكمة فاطمة. سرعان ما ذهب ضباط الحكومة إلى منزل بويصير. تم اتهامه بارتكاب جناية - تزوير الوثائق - وانتهى به المطاف في السجن. كان هذا بمثابة نهاية مسيرة بويصير المهنية في المملكة الليبية.
ومع ذلك، فإن إقامته في السجن لم تدوم طويلاً. بمساعدة سرية إما من المحكمة، أو بمساعدة أعداء النظام الملكي، هرب من السجن في وقت مبكر من أغسطس 1955. متنكرا في زي امرأة، مع نقاب يخفي وجهه، تمكن من المرور بحرية عبر مراقبة الحدود في مطار دولي وشق طريقه إلى تونس. كانت أسرته تنتظره في القاهرة.
على الرغم من أن أفعاله لم تكن على مستوى انتفاضة ضد النظام الملكي، إلا أنه لا يزال يكتسب سمعة كمهاجر سياسي يتعرض للاضطهاد من قبل السلطات الليبية. قبل عام 1969، كان يعيش في مصر، ويقيم أحيانًا في غانا والمملكة العربية السعودية وتونس. جمدت السلطات الليبية جميع أموال «بويصير» وصادرت ممتلكاته، لكنه رفض قبول أموال من السلطات المصرية. وبحسب مصادر أخرى، كانت حياته مستقرة نسبيًا ومريحة. كانت عائلته بالقرب منه، وكان يتم إرسال الأموال إليه من ليبيا للحفاظ على مستوى معيشي. تم إرسال العديد من الطلبات إلى الحكومة المصرية لتسليمه إلى ليبيا كمجرم. في الوقت نفسه، زار بويصير بنفسه السفارة الليبية، حيث كان لديه معارف. سعى لمساعدة الليبيين الذين وجدوا أنفسهم في وضع صعب في مصر. قال بعض الأقارب والأصدقاء المقربين إن السلطات عرضت على بويصير العودة إلى ليبيا، ووعد بتسوية المشكلة وديًا مع المحكمة، لكنه رفض مغادرة القاهرة.
خلال هذه الفترة، أقام بويصير اتصالات وثيقة داخل منظمة التحرير الفلسطينية (فتح) التي قدمت له جميع أنواع الدعم، بما في ذلك الدعم المالي. وكان من بين معارفه قادة عرب مثل ياسر عرفات، المعروف آنذاك بأبو عمار، وأحمد بن بلة، وهواري بومدين. بصفته عضوًا في لجنة دعم فلسطين، زار بويصير القدس عدة مرات (حتى عام 1967)، بالإضافة إلى زيارة مخيمات اللاجئين الفلسطينيين في الأردن ولبنان وسوريا. ساعد الفلسطينيين الفارين إلى مصر. وفي عام 1968، أصبح أحد مؤسسي اللجنة الإسلامية التي نظمت تعليم الطلاب الفلسطينيين وتكبدت جزءًا من تكاليف تعليمهم. في الوقت نفسه، بدأ بويصير مسيرته العلمية في جامعة الأزهر. حيث حصل على درجة الماجستير في التاريخ، دافعًا عن أطروحة حول موضوع «جهاد الشعب الفلسطيني».
بعد الانقلاب الليبي عام 1969، عاد صالح بويصير إلى ليبيا ووافق على اقتراح الانضمام إلى المجلس الحاكم لقيادة الثورة، بقيادة معمر القذافي. كان لبويصير أن يقود وزارة الخارجية للجمهورية الجديدة. في 8 سبتمبر 1969، عيّن وزيرا للخارجية والوحدة في حكومة محمود سليمان المغربي. كانت مهمتها الرئيسية هي المفاوضات المتعلقة بتصفية القواعد العسكرية الأجنبية في البلاد، وكذلك إعادة توزيع عائدات النفط. بعد أسبوعين من تعيينه، اتصل بوزير بسفيري الولايات المتحدة وبريطانيا العظمى وقال إنه إذا تم التأكد من تزويد إسرائيل بالدبابات والمعدات العسكرية الأخرى، فسيتعين على ليبيا إعادة النظر في علاقتها مع لندن وواشنطن. بعد أيام قليلة، في 31 أكتوبر، استدعى السفير الأمريكي وسلمه مذكرة تطالب بتصفية قاعدة ويلوس الجوية. كما تلقى السفير البريطاني مذكرة تتضمن اقتراحًا لبدء مفاوضات بشأن إجلاء القوات البريطانية. بدأ بويصير العمل النشط، وشارك في أعمال مجلس الدفاع المشترك التابع لجامعة الدول العربية في القاهرة في 8-10 نوفمبر 1969، ولكن في ديسمبر انتقل الدور الرئيسي في المفاوضات مع الولايات المتحدة وبريطانيا إلى رئيس الوزراء فيما بعد عبد السلام جلود. على الرغم من تراجع نفوذه، احتفظ بويصير بمنصبه في حكومة القذافي. أثمر عمل بويصير الشاق، وفي 27 مارس 1970، تم التخلي عن القاعدة الجوية البريطانية في الأديم والقاعدة البحرية في طبرق، وفي 11 يونيو 1970، تم إنزال العلم الأمريكي فوق قاعدة ويلوس الجوية.
شغل بويصير منصب وزير الخارجية حتى 16 أكتوبر 1970، عندما حل محله عضو مجلس قيادة الثورة الرائد محمد نجم. بعد أقل من عام، في 16 أغسطس 1971، تولى منصب وزير الإعلام، لكنه تركه في عام 1972 عندما رشح نفسه وانتخب عضوًا في الجمعية الوطنية الاتحادية لاتحاد الجمهوريات العربية حتى وفاته. استمر في التعامل مع القضية الفلسطينية وتاريخ ليبيا، وأعد بعد ذلك أطروحة دكتوراه في موضوع «جهاد الشعب الليبي»، لكن لم يكن لديه وقت للدفاع عنها.

## وفاته
توفي صالح بويصير صباح يوم 21 فبراير 1973 في حادث تحطم طائرة، عندما أسقطتها طائرة مقاتلة إسرائيلية فوق شبه جزيرة سيناء في منطقة الإسماعيلية. زعم البعض أن بويصير أصبح هدفًا لإسرائيل، وأن عملية ميونخ 1972 كانت وسيلة للانتقام من موته. يحظى صالح بويصير بالتبجيل في العالم العربي باعتباره شهيدا.

## عائلته
صالح بويصير كان متزوج وله ولدان محمد وفدوى بويصير. بذل محمد جهودًا كثيرة لبدء تحقيق في وفاة والده، لكنه في النهاية لم يحقق شيئًا وهاجر من ليبيا. التحقت فدوى بالجامعة، وأصبحت أستاذة وكذلك من المشاهير المحليين. في عام 2008، أجرت مقابلة في الذكرى الخامسة والثلاثين لوفاة والدها وقالت إنها علمت بوفاة والدها عبر الراديو في لندن، حيث كانت عائلتها في ذلك الوقت. تقول فدوى إن ليبيا لم تفعل ما يكفي لحمل إسرائيل على تقديم مزيد من المعلومات حول تحطم الطائرة. حفيدته فدوى القلال تعمل كمذيعة أخبار وصحفية.